# 사이공 함락
사이공 함락은 1975년 4월 30일 베트남 공화국의 수도인 사이공이 베트남 민주공화국에 의해 점령된 사건이다. 1975년 춘계 공세의 일환으로 일어난 이 결정적인 사건은 남베트남 정부의 붕괴와 수천 명의 미국인 인력 및 남베트남 민간인의 대피를 가져왔고, 베트남 전쟁의 종말을 알렸다. 그 후 북베트남의 통치 하에 과도기가 시작되었고, 1976년 7월 2일 공산주의 통치 하의 베트남 사회주의 공화국으로 공식적인 통일이 이루어졌다.
반띠엔중 장군의 지휘 아래 베트남 인민군 (PAVN)과 남베트남 민족해방전선 (VC)은 1975년 4월 29일 사이공에 대한 최종 공격을 시작했으며, 응우옌반또안 장군이 지휘하는 베트남 공화국 육군 (ARVN) 병력은 심한 포격을 받았다. 다음날 오후까지 PAVN/VC는 도시의 중요한 지점들을 점령하고 남베트남 대통령궁 위에 깃발을 게양했다.
도시 점령에 앞서 프리퀀트 윈드 작전이 실시되어 사이공에 있던 거의 모든 미국 민간인 및 군사 인력과 베트남 공화국과 연관된 수만 명의 남베트남 민간인이 대피했다. 소수의 미국인은 대피하지 않기로 결정했다. 미 지상 전투 부대는 사이공 함락 2년 이상 전에 남베트남을 떠났으며, 사이공 방어 또는 대피를 지원할 수 없었다. 이 대피는 역사상 가장 큰 헬리콥터 대피였다.:202 난민들의 탈출 외에도, 전쟁의 종식과 공산주의 정부의 새로운 규칙 제정은 1979년까지 도시 인구 감소에 기여했으며, 그 후 인구는 다시 증가했다.
1976년 7월 2일, 통일 베트남의 베트남 국회는 호찌민의 생일을 기려 사이공의 이름을 바꿨다. 호찌민은 베트남 공산당의 전 의장이자 베트남 민주 공화국 (북베트남)의 설립자였다. 4월 30일은 베트남에서 통일의 날이라는 국경일로 기념된다.

## Names
이 사건들에는 다양한 이름이 붙었다. 베트남 정부는 공식적으로 "남부 해방 및 국가 통일의 날"(베트남어: Ngày giải phóng miền Nam, thống nhất đất nước), "해방의 날"(Ngày giải phóng), 또는 "승리의 날"(Ngày Chiến thắng)이라고 부르지만, 서방에서는 흔히 "사이공 함락"이라는 용어가 사용된다. 이전 남베트남 출신의 많은 해외 베트남인 난민들은 이를 "국토 상실의 날"(Ngày vong quốc), "검은 4월"(Tháng tư đen), "국치일"(Ngày quốc sỉ), 또는 "국한일"(Ngày quốc hận)이라고 부르기도 한다. 또한 중립적인 이름인 "1975년 4월 30일 사건"(Sự kiện 30 tháng 4 năm 1975) 또는 단순히 "4월 30일"(30 tháng 4)로도 알려져 있다.

## 북베트남의 진격

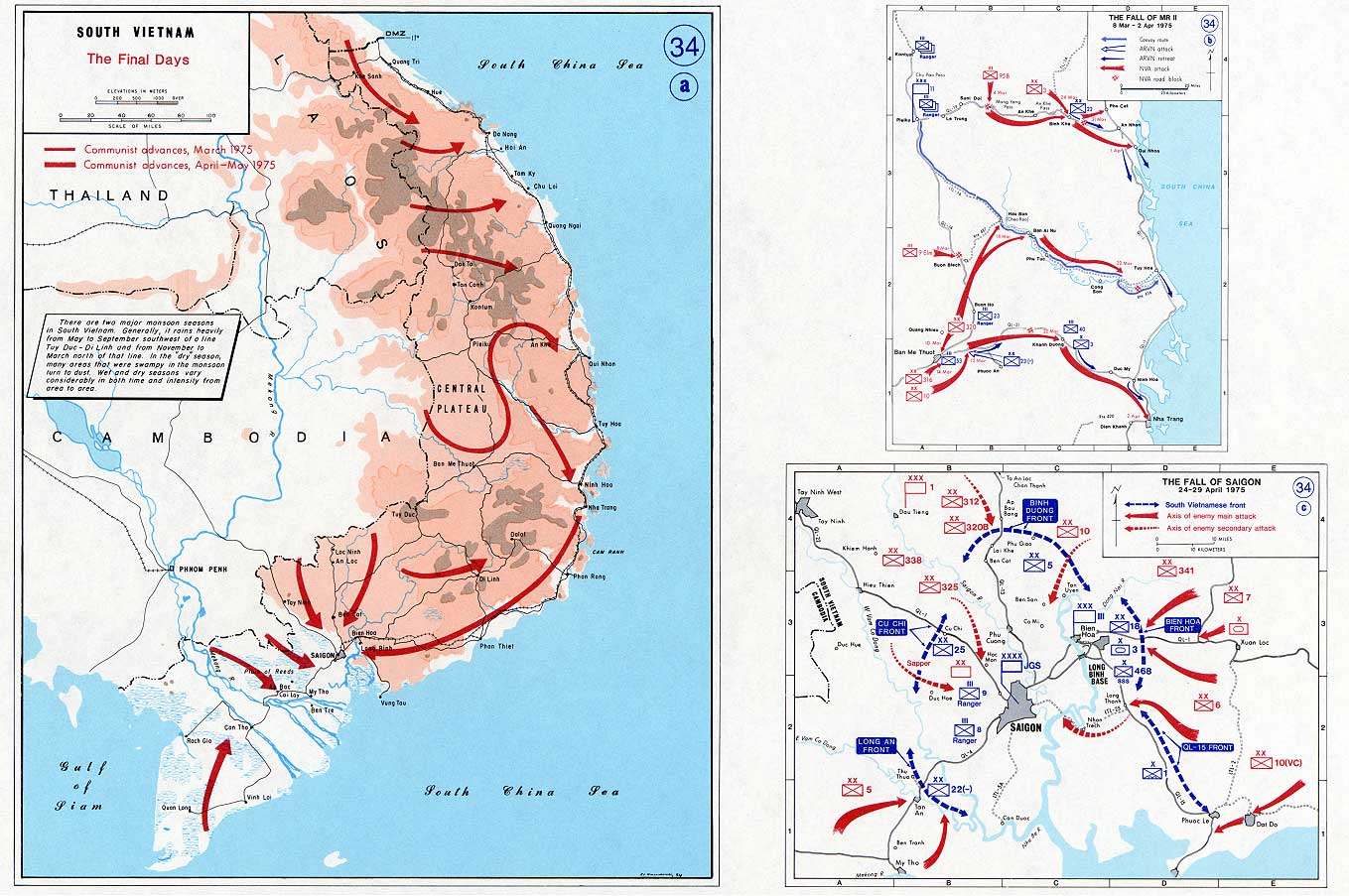
1975년 4월 30일 사이공 함락 전 남베트남의 상황 (오른쪽 아래)

1975년 남베트남의 위치가 급속히 붕괴된 것은 대부분의 미국 및 남베트남 관찰자들에게 놀라웠고, 아마도 북베트남과 그 동맹국들에게도 놀라웠을 것이다. 3월 5일에 발표된 중앙정보국 (CIA)과 미국 육군 군사정보대가 작성한 메모는 남베트남이 현재의 건기를 적어도 1976년까지 버틸 수 있음을 시사했다. 이러한 예측은 심각하게 틀린 것으로 드러났다. 그 메모가 발표되던 시점에도 반띠엔중은 3월 10일에 시작되어 부온마투옷 함락으로 이어진 까오응우옌중펀에서 대규모 공세를 준비하고 있었다. ARVN은 무질서하고 비용이 많이 드는 후퇴를 시작했고, 북위 13도 이남의 남베트남 남부를 재배치하고 유지하기를 희망했다.
포병과 기갑의 지원을 받은 PAVN은 계속해서 사이공으로 진격하여 3월 말 북베트남의 주요 도시들인 후에를 25일에, 다낭을 28일에 함락시켰다. 도중에 무질서한 남베트남의 후퇴와 난민들의 탈출—다낭에는 30만 명이 넘는 난민이 있었다—은 남베트남의 반전 가능성을 손상시켰다. 다낭이 함락된 후, 베트남 주재 CIA 요원들은 B-52 폭격기가 하노이를 공격하는 것 외에는 북베트남을 막을 수 있는 것이 없다고 믿었기 때문에 이러한 가능성은 이미 존재하지 않는 것으로 치부되었다.
4월 8일까지, 3월에 반띠엔중에게 신중을 기할 것을 권고했던 북베트남 정치국은 그에게 "사이공 중심부까지 맹렬한 공격을 멈추지 말라"는 전보를 보냈다. 4월 14일, 그들은 혁명 지도자 호찌민의 이름을 따서 이 작전을 "호찌민 작전"으로 개명했으며, 그의 생일인 5월 19일 이전에 작전을 마무리하기를 희망했다. 한편, 남베트남은 미국으로부터 상당한 군사 원조 증가를 얻지 못했고, 응우옌반티에우 대통령의 미국의 재지원에 대한 희망을 꺾었다.
4월 9일, PAVN 병력은 사이공 방어선 최후의 보루인 쑤언록에 도달했고, 제18사단은 최후의 항전을 벌이며 11일간의 격렬한 전투 끝에 도시를 지켰다. ARVN은 마침내 4월 20일 쑤언록에서 철수했으며, PAVN에 막대한 손실을 입혔다. 응우옌반티에우 대통령은 4월 21일 눈물 어린 TV 발표에서 남베트남을 돕지 못한 미국을 비난하며 사임했다. 이제 북베트남 전선은 사이공 시내에서 불과 26 mi (42 km) 떨어져 있었다. 메콩강 삼각주 지역에서 많은 남베트남군을 끌어냈던 쑤언록 전투의 승리는 PAVN이 사이공을 포위할 길을 열었고, 그들은 곧 그렇게 하여 4월 27일까지 도시 주변에 10만 명의 병력을 배치했다. ARVN이 방어 병력이 거의 없었으므로 도시의 운명은 사실상 봉인되었다.
ARVN 제3군단 사령관인 응우옌반또안 장군은 도시를 방어하기 위해 5개의 저항 중심지를 조직했다. 이 전선들은 수도의 서쪽, 북쪽, 동쪽 전체를 둘러싸는 아치를 형성하도록 연결되어 있었다. 북서쪽의 꾸찌 전선은 제25사단이 방어했다. 북쪽의 빈즈엉성 전선은 제5사단의 책임이었다. 북동쪽의 비엔호아 전선은 제18사단이 방어했다. 남동쪽의 붕따우와 15번 도로 전선은 제1공수여단과 제3사단의 1개 대대가 방어했다. 수도군사령부가 책임지는 롱안성 전선은 재편성된 제22사단의 일부 부대가 방어했다. 사이공 주변의 남베트남 방어 병력은 총 약 6만 명이었다. 그러나 피난민들이 사이공으로 들어오면서, 많은 ARVN 병사들도 함께 들어왔고, 이로 인해 도시 내 "무장 병력"은 25만 명이 넘게 불어났다. 이 부대들은 대부분 만신창이가 되었고 지휘관이 없어 도시는 더욱 혼란에 빠졌다.

## 대피
3월과 4월 초 PAVN의 급속한 진격은 전쟁 내내 비교적 평화롭고 고통을 거의 겪지 않았던 사이공이 곧 직접적인 공격을 받을 것이라는 우려를 증가시켰다. 많은 사람들은 공산주의자들이 도시를 장악하면 보복성 학살이 일어날 것을 두려워했다. 1968년, PAVN과 VC 병력은 한 달 가까이 후에를 점령했었다. 그들이 쫓겨난 후, 미국과 ARVN 병력은 대규모 무덤을 발견했다. 한 연구는 VC가 ARVN 장교, 가톨릭 신자, 지식인, 사업가, 그리고 다른 의심되는 반혁명가들을 표적으로 삼았음을 보여주었다. 최근에는 부온마투옷에서 붙잡힌 미국인 8명이 사라졌고, 주로 정부 선전에 의해 확산된 후에와 다낭에서 참수 및 기타 처형 보고서가 쏟아져 나왔다. 대부분의 미국인들과 미국에 동맹을 맺은 다른 나라 시민들은 도시가 함락되기 전에 대피하기를 원했고, 많은 남베트남인, 특히 미국이나 남베트남 정부와 관련된 사람들도 떠나기를 원했다.
3월 말부터 일부 미국인들은 도시를 떠나고 있었다. 평소에는 널널했던 사이공발 비행기는 만석이었다. 4월 내내 대피 속도는 빨라졌고, 사이공 국방무관실 (1973–1975) (DAO)은 비필수 인력을 항공편으로 대피시키기 시작했다. DAO 소속 많은 미국인들은 베트남 친구들과 배우자, 자녀들을 두고 떠나기를 거부했다. DAO가 이들을 미국으로 이송하는 것은 불법이었고, 이는 처음에는 출발 속도를 늦췄지만, 결국 DAO는 불법적으로 미등록 베트남인들을 클라크 공군기지로 이송하기 시작했다.
4월 3일, 제럴드 포드 대통령은 약 2,000명의 고아를 대피시킬 "베이비리프트 작전"을 발표했다. 작전에 참여한 록히드 C-5 갤럭시 항공기 중 한 대가 추락하여 승객과 승무원 155명이 사망했고, 미국 직원들의 사기를 심각하게 저하시켰다.:157 베이비리프트 작전으로 대피한 2,500명 이상의 고아 외에, 뉴 라이프 작전으로 11만 명 이상의 베트남 난민이 대피했다. 최종 대피는 프리퀀트 윈드 작전으로, 헬리콥터를 이용하여 사이공에서 7,000명이 대피했다.

### 포드 행정부의 최종 대피 계획
이때 포드 행정부는 미국의 모든 주둔 병력의 완전 철수를 계획하기 시작했다. 계획은 실제적, 법적, 전략적 문제로 복잡했다. 행정부는 대피 속도에 대해 의견이 나뉘었다. 펜타곤은 사상자 또는 기타 사고의 위험을 피하기 위해 가능한 한 빨리 대피시키려 했다. 주남베트남 미국 대사인 그레이엄 마틴은 대피가 국무부의 소관이기 때문에 기술적으로 모든 대피의 현장 지휘관이었다. 마틴은 대피 과정을 가능한 한 조용하고 질서 있게 유지하기를 원함으로써 펜타곤의 많은 이들의 분노를 샀다. 그의 이러한 바람은 완전한 혼란을 방지하고 남베트남이 미국인들에게 등을 돌리는 실제 가능성을 회피하며 전면적인 유혈 사태가 발생하는 것을 막기 위함이었다.
포드는 양 극단의 중간 지점인 계획을 승인했다. 이 계획에 따르면, 하루 헬리콥터 수송으로 철수할 수 있는 최소 인원인 1,250명을 제외한 모든 미국인들은 신속하게 철수한다. 나머지 1,250명은 공항이 위협받을 때만 떠난다. 그 동안 가능한 한 많은 베트남 난민들이 비행기로 철수된다.
미국의 대피 계획은 포드 행정부의 다른 정책에 맞서 진행되었다. 포드는 여전히 남베트남에 대한 추가 군사 원조를 확보할 수 있기를 희망했다. 4월 내내 그는 파괴된 남베트남군의 일부 재건 비용을 충당할 수 있는 7억 2천 2백만 달러의 예산안을 의회에서 통과시키려 노력했다. 국가안보보좌관 헨리 키신저는 원조 옵션이 여전히 남아 있는 한 전면적인 대피에 반대했는데, 미군 철수는 티에우에 대한 신뢰 상실을 의미하며 그를 심각하게 약화시킬 것이라고 생각했기 때문이다.
또한 행정부 내에서는 새로 통과된 전쟁 권한 결의안에 따라 대피를 지원하고 실행하기 위한 군사력 사용이 허용되는지에 대한 우려도 있었다. 결국 백악관 변호사들은 비상시 시민을 구출하기 위한 미군 사용은 법에 저촉될 가능성이 낮지만, 난민 철수를 위해 군사 자산을 사용하는 것의 합법성은 불확실하다고 판단했다.

### 난민들
미국 시민들은 일반적으로 대피 지점에 나타나는 것만으로도 쉽게 출국할 수 있었지만, 사이공이 함락되기 전에 떠나고 싶어하는 남베트남인들은 종종 개인적인 수단을 강구해야 했다. 여권과 출국 비자를 얻기 위해 필요한 뒷돈은 여섯 배로 뛰었고, 해상 선박 가격은 세 배로 올랐다. 도시에 재산을 소유했던 사람들은 종종 상당한 손실을 감수하고 팔거나 아예 버려야 했다. 특히 인상적인 주택 한 채의 호가는 2주 만에 75%나 떨어졌다. 미국 사증은 엄청난 가치가 있었고, 미국 후원자를 찾는 베트남인들은 신문에 광고를 실었다. 한 광고에는 "입양 부모 찾습니다. 가난하고 부지런한 학생들"이라고 적혀 있었고, 그 뒤에 이름, 생년월일, 신분증 번호가 이어졌다. 1975년 이민 물결에서 미국에서 난민 지위를 얻은 베트남인들 중 상당수는 전 남베트남 정부와 군대의 구성원이었다. 대부분은 반공주의자라는 이유로 미국에서 정치적, 개인적 자유를 찾을 것으로 기대했지만, 예상치 못한 복잡한 재정착 과정에 직면해야 했다. 이들은 미국에서 새로운 삶을 시작하기 전에 미군 운영 처리 센터에서 다양한 기간 동안 머물러야 했다.

## 정치적 움직임과 협상 시도
북베트남이 남베트남의 영토를 점점 더 많이 잠식해 들어감에 따라, 티에우에 대한 내부적 반대가 계속해서 축적되었다. 예를 들어, 4월 초에 상원은 만장일치로 새로운 지도부를 요구하는 투표를 했고, 일부 최고 군 사령관들은 쿠데타를 주장하고 있었다. 이러한 압력에 대응하여 티에우는 내각을 일부 개편했고, 쩐티엔키엠 총리는 사임했다. 이는 티에우에 대한 반대를 줄이는 데 거의 영향을 미치지 않았다. 4월 8일, 남베트남 조종사이자 비밀 공산주의자인 응우옌 타인 쭝은 독립궁을 폭격한 후 PAVN이 통제하는 비행장으로 도주했다. 티에우는 다치지 않았다.
특히 마틴을 비롯한 많은 미국 사절단과 워싱턴의 일부 핵심 인물들은 특히 사이공이 군사적 상황을 안정시킬 수 있다면 공산주의자들과의 협상이 여전히 가능하다고 믿었다. 마틴의 희망은 북베트남 지도자들이 "단계적 철수"를 허용하여 유용한 현지인과 모든 미국인이 몇 달에 걸쳐 점진적으로 떠날 수 있도록(완전한 군사 철수와 함께) 허용할 것이라는 것이었다.
티에우가 이끄는 어떤 정부라도 그러한 정치적 해결책을 이끌어낼 수 있는지에 대해서는 의견이 분분했다. 남베트남 공화국 (PRG) 외무장관은 4월 2일에 PRG가 티에우가 포함되지 않은 사이공 정부와 협상할 수도 있다고 밝혔다. 따라서 티에우 지지자들 사이에서도 그의 퇴진에 대한 압력이 커지고 있었다.
티에우는 4월 21일 사임했다. 그의 발언은 미국에 대해 특히 가혹했는데, 첫째는 남베트남이 파리 평화 협정에 동의하도록 강요했기 때문이고, 둘째는 그 후 남베트남을 지원하지 못했기 때문이며, 그 동안 남베트남에게 "바다를 돌로 채우는 것과 같은 불가능한 일"을 요구했기 때문이었다. 대통령직은 쩐반흐엉 부통령에게 넘어갔다. 하노이 라디오 방송으로 전달된 북베트남 정부의 견해는 새 정권이 단지 "또 다른 꼭두각시 정권"에 불과하다는 것이었다.

## 마지막 날
모든 시간은 사이공 시간이다.

### PAVN의 포위

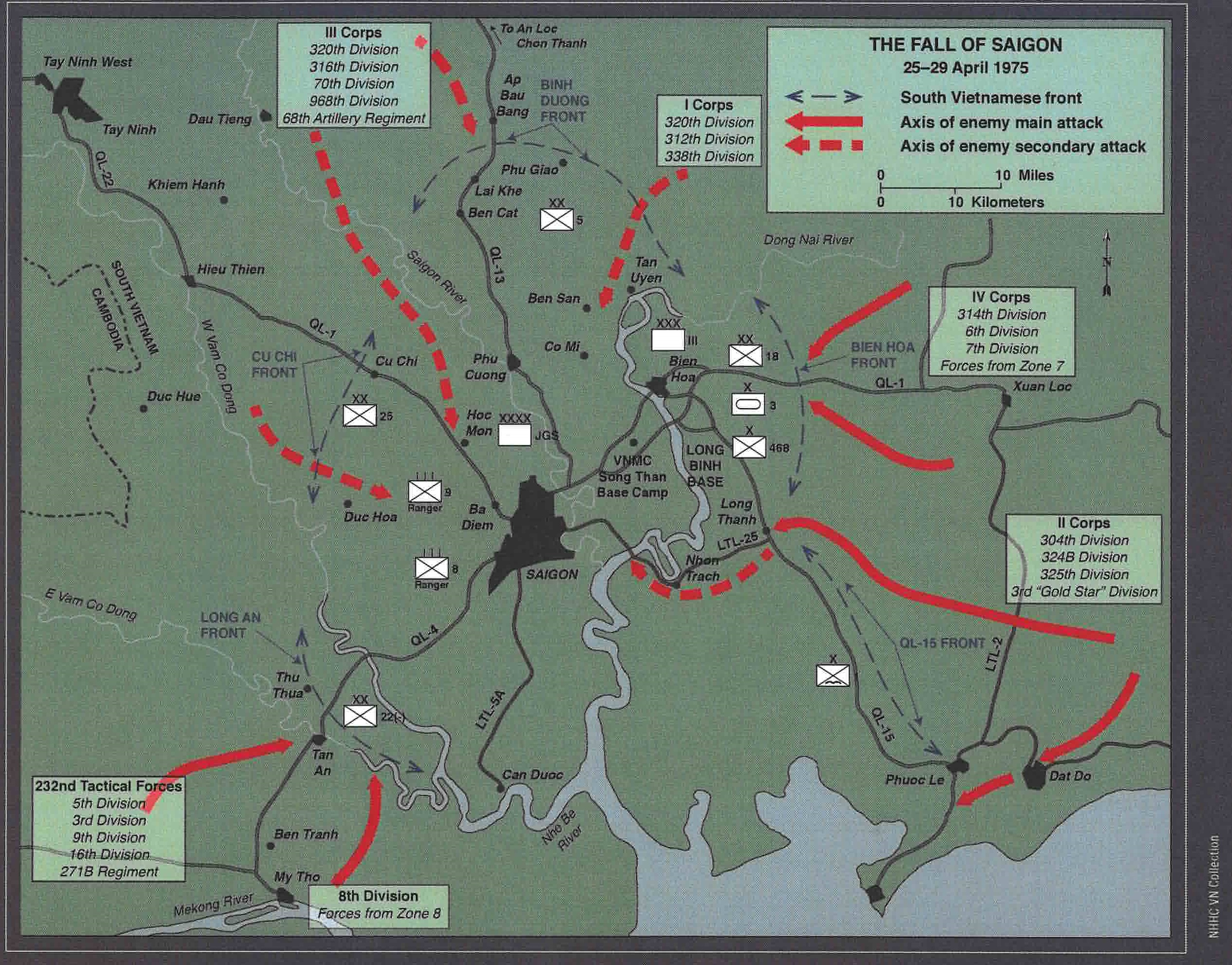
사이공을 포위한 PAVN을 보여주는 지도

4월 27일, 사이공은 40개월 만에 처음으로 PAVN 로켓 공격을 받았다.
북부와의 교섭이 거부되자 쩐은 4월 28일 사임했고, 즈엉반민 장군이 후임으로 취임했다. 민은 이미 완전히 붕괴된 정권을 인계받았다. 그는 공산주의자들과 오랜 관계를 맺고 있었기 때문에 휴전을 협상할 수 있을 것이라는 희망이 있었지만, 하노이는 협상할 의사가 없었다. 4월 28일, PAVN군은 도시 외곽으로 진격했다. 시내 중심에서 약 5km 떨어진 사이공 교(Cầu Tân Cảng)에서 VC는 다리 동쪽 끝의 타오디엔 지역을 점령하고 다리를 점령하려 했으나 ARVN 제12공수대대에 의해 격퇴되었다. 비엔호아가 함락되자 또안은 사이공으로 도주하며 정부에 ARVN 최고 지도부 대부분이 사실상 패배를 체념했다고 알렸다.
4월 28일 18시 6분, 민이 수락 연설을 마치자마자, 다낭 함락 시 베트남 공화국 공군 (RVNAF)에서 베트남 인민공군으로 망명한 조종사들이 조종하는 3대의 A-37 드래곤플라이가 탄손누트 공군기지에 6개의 Mk81 250파운드 폭탄을 투하하여 항공기에 손상을 입혔다. RVNAF F-5s가 추격에 나섰지만 A-37을 요격할 수 없었다.:70 탄손누트에서 이륙하는 C-130들은 PAVN .50 구경 및 37mm 대공포 (AAA) 사격을 받았다고 보고했으며, 산발적인 PAVN 로켓 및 포병 공격도 공항과 공군기지를 강타하기 시작했다.:71–72 C-130 비행은 공습 후 일시적으로 중단되었지만 4월 28일 20시에 재개되었다.:72
4월 29일 03시 58분, 776전술수송대 소속 승무원이 조종하던 C-130E, #72-1297이 기지에 BLU-82를 하역한 후 난민을 태우기 위해 활주로를 이동하던 중 122mm 로켓에 파괴되었다. 승무원들은 활주로에서 불타는 항공기에서 대피하여 이전에 착륙했던 다른 C-130을 타고 공항을 떠났다.:182 이것이 탄손누트를 떠난 마지막 미 공군 고정익기였다.:79
4월 29일 새벽, RVNAF는 탄손누트 공군기지를 무질서하게 떠나기 시작했고, A-37, F-5, C-7, C-119, C-130은 태국으로 떠났으며 UH-1은 제7함대의 함선을 찾아 이륙했다.:81 일부 RVNAF 항공기는 진격하는 PAVN과 계속 싸우기 위해 남아 있었다. 한 AC-119 건십은 4월 28일 밤부터 29일 새벽까지 접근하는 PAVN에 플레어를 투하하고 사격했다. 4월 29일 새벽, 두 대의 A-1 스카이레이더는 2500피트 상공에서 탄손누트 주변을 순찰하기 시작했지만, 한 대는 SA-7 미사일에 격추된 것으로 추정된다. 07시에는 AC-119가 탄손누트 동쪽의 PAVN에 사격 중이었는데, 이 또한 SA-7에 피격되어 화염에 휩싸인 채 지상으로 추락했다.:82
4월 29일 06시, PAVN 총사령관 반띠엔중은 정치국으로부터 "적의 마지막 아지트를 가장 단호하게 공격하라"는 명령을 받았다. 하루간의 포격과 총공세 끝에 PAVN은 도시로 최종 진격을 준비했다.
4월 29일 08시, RVNAF 사령관인 쩐 반 민 중장과 그의 참모 30명은 DAO 기지에 도착하여 대피를 요청했고, 이는 RVNAF 지휘 통제의 완전한 상실을 의미했다.:85–87

### 프리퀀트 윈드 작전

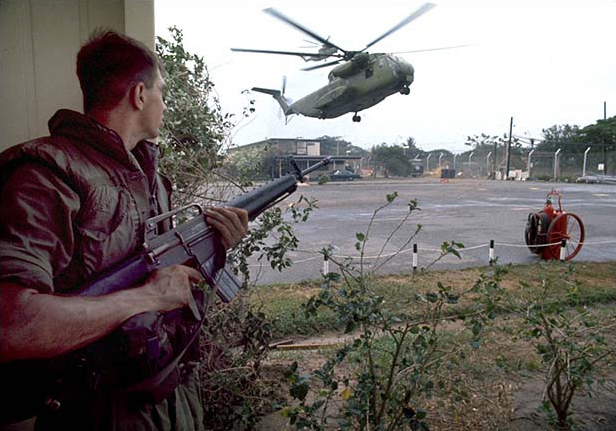
M16A1을 든 미 해병대원이 미군 헬리콥터가 DAO 단지에 착륙하는 동안 경계를 서고 있다

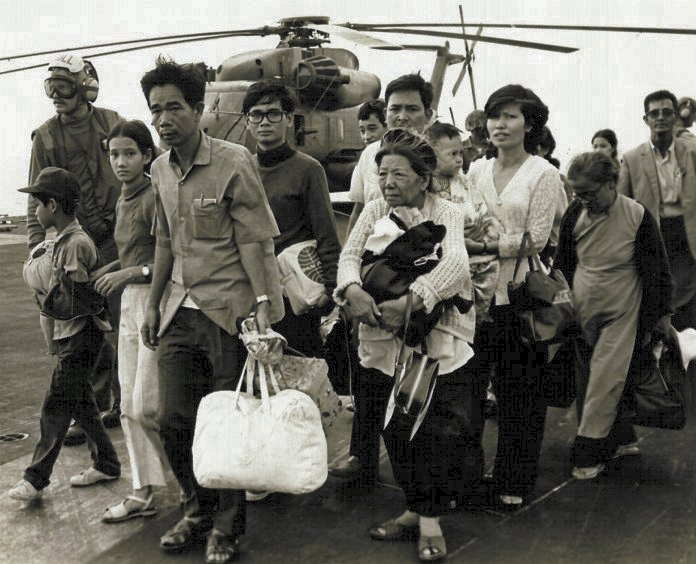
프리퀀트 윈드 작전 중 남베트남 난민들이 미 해군 함정에 도착하고 있다

탄손누트 활주로에 계속되는 로켓 공격과 파편 때문에 사이공 주재 미국 국방무관인 호머 스미스 장군은 마틴 대사에게 활주로가 사용 불가능하며 사이공의 비상 대피는 헬리콥터로 완료되어야 한다고 조언했다. 원래 마틴은 기지에서 고정익 항공기를 사용하여 대피를 시도할 계획이었다. 이 계획은 남베트남 조종사가 망명을 결정하고 유일하게 사용 가능한 활주로(아직 포격으로 파괴되지 않은)에 폭탄을 투하하는 결정적인 시점에 변경되었다.
키신저의 압력으로 마틴은 계속되는 포격 속에서도 해병대 경비원들을 탄손누트 기지로 데려가 상황을 직접 확인하도록 강요했다. 고정익 항공기 이륙이 불가능하다는 것을 확인한 후 (마틴은 헬리콥터 수송이 실패할 경우를 대비하여 현장 상황을 직접 확인하지 않고서는 결정하고 싶지 않았다), 마틴은 헬리콥터 대피를 본격적으로 시작하라는 허가를 내렸다.
도시 외곽에서 PAVN이 접근하고 있다는 보고가 들어왔다. 10시 48분, 마틴은 키신저에게 미국 인력과 위험에 처한 베트남인들을 헬리콥터로 대피시키는 프리퀀트 윈드 작전을 발동하고 싶다고 전달했다. 4월 29일 10시 51분, 미국 태평양사령부 사령관은 프리퀀트 윈드 작전을 시작하라는 명령을 내렸다.:183 미국 라디오 방송국은 어빙 벌린의 "White Christmas"를 정기적으로 방송하기 시작했으며, 이는 미국 요원들에게 즉시 대피 지점으로 이동하라는 신호였다.
이 계획에 따라, CH-53 및 CH-46 헬리콥터는 미국인과 친베트남인들을 남중국해의 제7함대를 포함한 선박으로 대피시키는 데 사용되었다. 주요 대피 지점은 탄손누트의 DAO 단지였다. 버스들이 도시를 가로질러 승객들을 태우고 공항으로 이동했으며, 첫 버스들은 정오 직후 탄손누트에 도착했다. 첫 번째 CH-53은 오후에 DAO 단지에 착륙했으며, 저녁까지 395명의 미국인과 4,000명 이상의 베트남인들이 대피했다. 23시까지 보안을 제공하던 미 해병대는 철수하며 DAO 사무실, 미국 장비, 파일 및 현금을 파괴하는 작업을 진행했다. 에어 아메리카 UH-1s 또한 대피에 참여했다.
원래 대피 계획에는 주사이공 미국 대사관에서 대규모 헬리콥터 작전이 포함되어 있지 않았다. 헬리콥터와 버스는 대사관에서 DAO 단지로 사람들을 실어 날라야 했다. 그러나 대피 과정에서 많은 베트남인을 포함하여 수천 명이 대사관에 고립된 것으로 밝혀졌다. 추가적인 베트남 민간인들이 대사관 밖에 모여 벽을 타고 넘어가 난민 지위를 주장하려고 했다. 폭풍우는 헬리콥터 작전의 어려움을 가중시켰다. 그럼에도 불구하고 대사관에서의 대피는 밤새도록 거의 중단 없이 계속되었다.
4월 30일 새벽 3시 45분, 키신저와 포드는 마틴에게 그 시점부터 미국인만을 대피시키라고 명령했다. 마틴은 마지못해 북베트남이 곧 도시를 점령할 것이라는 우려와 미국 대피 완료를 발표하려는 포드 행정부의 바람 때문에 미국인만을 비행기로 철수시킬 것이라고 발표했다. 마틴은 포드의 명령에 따라 대피 헬리콥터에 탑승했다. 그 헬리콥터의 호출 부호는 "레이디 에이스 09"였고, 조종사는 마틴이 탑승해야 한다는 포드의 직접적인 명령을 가지고 있었다. 조종사 게리 베리는 무릎 패드에 그리스 연필로 명령을 적어 놓았다. 마틴의 아내 도로시는 이미 이전 비행편으로 대피했으며, 남베트남 여성이 함께 탑승할 수 있도록 자신의 여행 가방을 남겨두었다.
미 해병대 제165 중대 소속 "레이디 에이스 09"는 베리가 조종하여 04시 58분에 이륙했다. 마틴이 떠나기를 거부했다면, 해병대는 그의 안전을 확보하기 위해 그를 체포하여 데려가라는 예비 명령을 가지고 있었다는 사실을 베리는 알지 못했다. 대사관 대피를 통해 978명의 미국인과 약 1,100명의 베트남인이 대피했다. 대사관을 지키던 해병대원들은 새벽에 뒤따라갔으며, 마지막 항공기는 07시 53분에 이륙했다. 420명의 베트남인과 한국인들이 대사관 부지에 남겨졌고, 추가로 많은 사람들이 벽 밖에 모여 있었다.
미국인들과 그들이 태워온 난민들은 일반적으로 북베트남이나 남베트남의 개입 없이 떠날 수 있었다. 탄손누트로 향하는 헬리콥터 조종사들은 PAVN 대공포가 자신들을 추적하고 있음을 알고 있었지만, 발사를 자제했다. 하노이 지도부는 대피가 완료되면 미국의 개입 위험이 줄어들 것이라고 판단하여 반띠엔중에게 공중 수송 자체를 표적으로 삼지 말라고 지시했다. 한편, 사이공 경찰관들은 미국 대피 버스 보호와 대피 중 도시 내 군중 통제를 대가로 대피를 약속받았다.
비록 이것이 미군 작전의 끝이었지만, 베트남인들은 계속해서 보트와 가능한 경우 항공기를 통해 나라를 떠났다. 헬리콥터에 접근할 수 있었던 RVNAF 조종사들은 헬리콥터를 미 함대까지 몰고 가서 착륙시킬 수 있었다. 많은 RVNAF 헬리콥터는 더 많은 항공기를 위한 공간을 만들기 위해 바다에 버려졌다. RVNAF 전투기와 다른 비행기들도 태국에서 피난처를 찾았고, 두 대의 O-1은 미드웨이함에 착륙했다.
마틴은 블루리지함으로 날아갔고, 거기서 그는 남아있는 수백 명의 희망자들을 태우기 위해 헬리콥터가 대사관으로 돌아가도록 간청했다. 그의 간청은 포드에게 거부되었지만, 마틴은 제7함대가 며칠 동안 정찰을 계속하도록 설득할 수 있었고, 이는 보트나 항공기를 통해 바다로 나아갈 수 있는 현지인들이 기다리고 있는 미국인들에 의해 구조될 수 있도록 하기 위함이었다.
대피된 많은 베트남 국민들은 인도차이나 이민 및 난민 지원법에 따라 미국에 입국할 수 있었다.
수십 년 후, 미 정부가 베트남과 외교 관계를 재수립했을 때, 옛 대사관 건물은 미국에 반환되었다. CIA 및 다른 미 정부 직원들이 사용했던 인근 아파트 건물의 옥상 헬리콥터 착륙장으로 이어지는 역사적인 계단은 보존되어 그랜드래피즈에 있는 제럴드 포드 박물관에 영구 전시되어 있다.

### 최후의 공격
4월 30일 새벽, 반띠엔중은 정치국으로부터 공격 명령을 받았다. 그는 야전 사령관들에게 도시의 주요 시설과 전략적 지점으로 직접 진격하라고 명령했다. 도시로 진입한 최초의 PAVN 부대는 제324사단이었다. 이때까지 정부는 국민들에게 혈액, 식량 등의 기부를 호소하지 않았다.
4월 30일 아침, PAVN 공병들이 뉴포트 교를 점령하려 시도했으나 ARVN 공수부대에 의해 격퇴되었다. 09시, PAVN 전차 종대가 다리에 접근하여 ARVN 전차의 포격을 받아 선두의 T-54가 파괴되고 PAVN 대대장이 사망했다.
제81레인저단 3기동부대 소속 팜 차우 타이 소령이 탄손누트 공군기지를 방어했고, 로이호 부대 잔여 병력이 합류했다. 4월 30일 07시 15분, PAVN 제24연대가 탄손누트 공군기지 정문에서 1.5km 떨어진 바이히엔 교차로(북위 10° 47′ 35″ 동경 106° 39′ 11″ / 북위 10.793°  동경 106.653° )에 접근했다. 선두의 T-54는 M67 무반동총에 피격되었고, 이어서 다음 T-54는 M48 패튼 전차 포탄에 피격되었다. PAVN 보병은 전진하여 ARVN과 시가전을 벌여 ARVN을 08시 45분까지 기지로 후퇴시켰다. 이후 PAVN은 3대의 전차와 보병 대대를 보내 정문을 공격했지만, 이들은 격렬한 대전차포 및 기관총 사격에 직면하여 3대의 전차가 파괴되고 최소 20명의 PAVN 병사가 사망했다. PAVN은 85mm 대공포를 전진시키려 했지만, ARVN은 발포 전에 이를 파괴했다. PAVN 제10사단은 8대의 전차와 또 다른 보병 대대를 공격에 참여시키라고 명령했지만, 바이히엔 교차로에 접근하자마자 빈투이 공군기지에서 출격한 RVNAF 제트기의 공습을 받아 2대의 T-54가 파괴되었다. 살아남은 6대의 전차는 10시에 정문에 도착하여 공격을 시작했고, 2대는 정문 앞에서 대전차포에 의해 격파되었고, 또 다른 1대는 측면 공격을 시도하다 파괴되었다. 또한 1975년 4월 30일, PAVN 제2군단 침투 부대가 사이공으로 진격할 때, 투득 사관학교의 병사들이 15번 국도에서 PAVN 장갑 종대와 교전했다. 여러 대의 전차가 저항을 진압하기 위해 파견되었고, 사관학교 병사들이 항복하기 전에 한 대가 파괴되었다.
10시 24분, 민은 무조건 항복을 발표했다. 그는 모든 ARVN 병사들에게 "침착하게 적대 행위를 중단하고 현재 위치에 머물러라"고 명령하는 한편, 남베트남 임시 혁명 정부에 "불필요한 인명 피해를 피하기 위해 질서 있는 권력 이양 의식"에 참여해달라고 요청했다.
약 10시 30분, 탄손누트 공군기지의 팜은 항복 방송을 듣고 남베트남 합참본부로 가서 지시를 구했다. 그는 민에게 전화를 걸어 항복 준비를 하라고 말했다. 팜은 민에게 "베트콩 탱크가 독립궁에 진입하면 저희가 가서 구해드리겠습니다, 장군님"이라고 말한 것으로 전해졌다. 민은 팜의 제안을 거절했고, 팜은 부하들에게 기지 정문에서 철수하라고 지시했다. 11시 30분, PAVN은 기지로 진입했다.:490–91
뉴포트 교에서 ARVN과 PAVN은 ARVN 지휘관이 무선으로 민의 항복 명령을 받을 때까지 전차와 포병 사격을 교환했다. 다리에는 약 4,000 파운드 (1,800 kg)의 폭약이 설치되어 있었지만, ARVN은 철수했고 10시 30분, PAVN 종대가 다리를 건넜다.:492

### 항복과 최종 항복 선언

프랑수아즈 데뮬더의 사진은 탱크 두 대가 문 앞에 있는 것을 보여주는데, 기술적으로는 탱크 390이 먼저 진입했고 부이꽝탄 소위가 VC 깃발을 들고 달리고 있었다.

응우옌흐우안 소장이 지휘하는 제2군단 소속 PAVN 제203 전차여단은 사령관 응우옌 땃 타이와 정치 위원 부이 반 퉁의 지휘 아래 정오쯤 독립궁 문을 처음으로 돌파한 부대였다. 전차 843호(소련제 T-54 전차)가 궁전 옆문을 직접 타격한 첫 번째 전차였다. 이 역사적인 순간은 호주 촬영기사 닐 데이비스에 의해 기록되었다. 그 후 전차 390호(중국제 59식 전차)가 정문 중앙을 뚫고 앞마당으로 진입했다. 수년 동안 베트남 정부의 공식 기록과 국제 역사 자료는 전차 843호가 대통령궁에 처음 진입한 것이라고 주장했다. 그러나 1995년, 프랑스 종군 사진작가 프랑수아즈 데뮬더는 전차 390호가 정문으로 진입하는 동안 전차 843호는 여전히 오른쪽(안에서 본 시점)의 작은 문 강철 기둥 뒤에 있었고, 전차 843호의 지휘관인 부이꽝탄이 베트콩 깃발을 들고 달려가는 모습을 담은 사진을 공개했다. 두 전차는 2012년에 국가 보물로 지정되었으며, 각기 다른 하노이 박물관에 전시되었다. 부이꽝탄 소위는 궁전 꼭대기에 있던 베트남 공화국 국기를 내리고 1975년 4월 30일 오전 11시 30분에 베트콩 깃발을 게양했다.
제203전차여단 병사들은 궁전으로 진입하여 민과 그의 내각 구성원 전원이 앉아서 그들을 기다리고 있는 것을 발견했다. 정치 위원 부이 반 퉁 중령은 첫 전차가 진입한 지 10분 후에 궁전에 도착했다.:95 민은 주변에 있는 최고위 장교가 부이 반 퉁이라는 것을 깨닫고 "내각을 인계하기 위해 기다리고 있다"고 말하자, 퉁은 즉시 "넘겨줄 것은 없으며, 우리에게 무조건 항복하라"고 답했다. 퉁은 항복을 발표하고 남베트남 정부의 잔여 세력을 해산시키는 연설문을 작성했다. 그는 불필요한 유혈 사태를 피하기 위해 민을 라디오 사이공으로 안내하여 이를 읽게 했다. 항복 발표는 독일 언론인 뵈리스 갈라쉬의 녹음기에 녹음되었다.
군사 언론인 부이 틴 대령은 정오쯤 궁전에 있었고 사건을 목격했다. 그의 회고록에서 그는 부이 반 퉁 중령이 항복을 받아들이고 민을 위한 성명을 작성한 사람이라고 확인했다. 그러나 1981년 WGBH 교육재단과의 인터뷰에서 그는 민을 만나 항복을 받아들인 (퉁의 말로) 첫 고위 장교라고 거짓으로 주장했다. 이 주장은 베트남 망명 후 반복되었으며, 때로는 외국 특파원과 역사가들에 의해 잘못 인용되기도 했다.
2시 30분, 민은 남베트남의 공식적인 항복을 선언했다:
| “ | 나, 사이공 행정부의 대통령 즈엉반민 장군은 베트남 공화국 군대에게 무기를 내려놓고 남베트남 해방군에게 무조건 항복할 것을 호소합니다. 또한, 사이공 정부는 모든 수준에서 완전히 해산되었음을 선언합니다. 중앙 정부에서 지방 정부에 이르기까지 모든 권력은 남베트남 공화국 임시 혁명 정부에 이양되어야 합니다. | ” |

이어 부이 반 퉁은 마이크를 잡고 다음과 같이 발표했다. "우리 남베트남 해방군 대표들은 사이공시가 완전히 해방되었음을 엄숙히 선언합니다. 우리는 사이공 행정부 대통령 즈엉반민 장군의 무조건 항복을 받아들였습니다." 이 발표는 베트남 전쟁의 종식을 알렸다.

## 전후

### 사이공 이양
공산주의자들은 도시 이름을 북베트남의 전 주석인 호찌민의 이름을 따서 바꿨지만, 많은 주민들과 다른 사람들은 오늘날까지도 "사이공"이라는 이름을 계속 사용한다. 비록 당시 텅 비었던 미 대사관과 다른 많은 기업들이 약탈당했지만, 질서는 서서히 회복되었다. 외부 세계와 사이공 간의 통신은 단절되었다. 남베트남의 베트콩 조직은 부분적으로 피닉스 프로그램으로 인해 약화되었으므로, PAVN이 질서 유지를 담당했으며, 반띠엔중의 행정 부사령관인 쩐반짜 장군이 도시를 책임지게 되었다. 새 당국은 5월 7일 승리 집회를 열었다.
베트남 공산당의 목표 중 하나는 전쟁 중 인구 유입으로 인해 과밀화되고 실업률이 높았던 사이공의 인구를 줄이는 것이었다. ARVN의 전직 군인들을 위한 "재교육 수업"은 사회에서 완전한 지위를 되찾기 위해서는 도시를 떠나 농업에 종사해야 한다고 지시했다. 빈곤층에 대한 쌀 배급은 제공되었지만, 사이공을 떠나 시골로 가겠다는 약속과 연계되었다. 베트남 정부에 따르면, 도시가 점령된 지 2년 만에 100만 명이 사이공을 떠났으며, 정부는 추가로 50만 명의 이주를 목표로 삼았다.
종전 후, 공식 및 비공식 추정치에 따르면, 20만 명에서 30만 명의 남베트남인들이 재교육 캠프로 보내졌고, 그곳에서 많은 이들이 강제 노동을 하는 동안 고문, 굶주림, 질병을 겪었다.

### 대피
대피가 성공했는지 여부는 전쟁이 끝난 후 의문이 제기되었다. 프리퀀트 윈드 작전은 일반적으로 서방 소식통들에 의해 인상적인 성과로 묘사되었으며, 반띠엔중도 그의 회고록에서 이를 언급했고 뉴욕 타임스는 "효율적이고 용감하게" 수행되었다고 보도했다. 반면, 이 공수 작전은 너무 느리고 망설였으며, 미국 주둔과 관련된 베트남 민간인과 군인들을 제거하는 데 미흡했다는 비판도 있었다.
미국 국무부는 남베트남 주재 미국 대사관의 현재 및 과거 베트남인 직원과 그 가족이 총 9만 명에 달한다고 추산했다. 의회 증언에서 마틴은 4월 말까지 22,294명이 대피했다고 주장했다.
22 Gia Long Street 아파트 건물 옥상에서 에어 아메리카 헬리콥터에 탑승하는 피난민들을 담은 상징적인 사진은 흔히 "미국 대사관"에서 "군용" 헬리콥터를 통해 대피하는 모습을 보여주는 것으로 잘못 알려져 있다.

## 기념
4월 30일은 베트남의 공휴일인 통일의 날 (공식적인 통일은 1976년 7월 2일이었지만) 또는 해방의 날 (Ngày giải phóng)로 기념된다. 5월 1일 국제 노동절과 함께 대부분의 사람들은 이날 휴무하며 공개적인 축하 행사가 열린다.
대부분의 해외 베트남인들에게 4월 30일 주는 "검은 4월"로 불리며, 사이공과 남베트남 전체의 함락을 애도하는 시기로 기념된다.

## 대중문화에서
- 미스 사이공, 영웅본색 3 및 디어 헌터는 사이공 함락 장면을 포함한다.
- 심슨 가족 시즌 6 에피소드 16 "바트 대 호주"에서는 심슨 가족이 호주 주재 미국 대사관에서 대피하는 장면을 통해 사이공 함락을 패러디한다.
- 사이공 함락 당시의 일부 비디오 기록은 캐나다에서 제작되어 국제적으로 배포된 다큐멘터리 시리즈 항공사고수사대의 일곱 번째 시즌, "베이비리프트 작전" 에피소드에 등장했으며, 이 사건 이전에 발생한 C-5 항공기 추락 사고를 다루었다.
- Liberate Saigon(베트남어판) (Giải phóng Sài Gòn)은 사이공 점령 전투를 극화한 2005년 베트남 영화이다.[96]
- 오, 사이공 (2007)은 도안 호앙이 가족의 탈출과 재정착에 대해 만든 PBS 다큐멘터리이다.[4][6][97]
- 동조자 (드라마) (2024년)는 동명의 소설을 원작으로 하며, 사이공 함락을 다룬다.
- 배틀필드 베트남에는 사이공 함락이 한 레벨로 등장한다.[98]
- 헤이 아놀드!는 "아놀드의 크리스마스" 에피소드에서 사이공 함락을 언급한다. 아놀드의 룸메이트인 현 씨는 대피 과정에서 딸과 강제로 헤어지게 되고, 20년 후에 그녀와 재회한다.[99]

## 같이 보기
- 인도차이나 난민 위기
- 인도차이나 전쟁
- 베트남 재교육 캠프
- 1975년 베트남 전쟁
- 구정 대공세
- 아덴 철수
- 카불 함락 (1992년)
- 카불 함락 (2021년)
- 프놈펜 함락
- 다마스쿠스 함락

## 더 읽어보기
- Adams, E. G. “The Beginning of the End”. Air America. 2011년 7월 20일에 원본 문서에서 보존된 문서.
- Brown, Weldon A. (1976). 《The Last Chopper: The Dénouement of the American Role in Vietnam, 1963–1975》. Kennikat Press. ISBN 0-8046-9121-5.
- Butler, David (1985). 《The Fall of Saigon》. New York: Simon and Schuster. ISBN 0-671-46675-5.
- Dawson, Alan (1977). 《55 Days: The Fall of South Vietnam》. Prentice-Hall. ISBN 0-13-314476-3.
- Dunham, George R.; Quinlan, David A. (1990). 《U.S. Marines in Vietnam: The Bitter End, 1973–1975》 (PDF). Washington, D.C.: History and Museums Division, Headquarters, U.S. Marine Corps. ISBN 978-0-16-026455-9. 2021년 7월 10일에 원본 문서 (PDF)에서 보존된 문서. 2021년 5월 3일에 확인함.
- Engelmann, Larry (1990). 《Tears Before the Rain: An Oral History of the Fall of South Vietnam》. Oxford University Press. ISBN 978-0-19-505386-9.
- Isaacs, Arnold (1983). 《Without Honor: Defeat in Vietnam and Cambodia》. The Johns Hopkins University Press. ISBN 0-8018-6107-1.
- Kissinger, Henry (2003). 《Ending the Vietnam War: A History of America's Involvement in and Extrication from the Vietnam War》. Simon & Schuster. ISBN 0-7432-1532-X.
- Moise, Edwin E. (Fall 1988). 《Nationalism and Communism in Vietnam》. 《Journal of Third World Studies》 5 (University Press of Florida). 6–22쪽. JSTOR 45193059.
- “The Americans Depart”. Opinion. 《The New York Times》. 1975년 4월 30일. 37면. 2021년 8월 16일에 원본 문서에서 보존된 문서. 2021년 8월 16일에 확인함.
- Pike, Douglas (1970). 《The Viet-Cong Strategy of Terror》 (PDF). 2011년 7월 20일에 원본 문서 (PDF)에서 보존된 문서. 2007년 1월 18일에 확인함 – Texas Tech University 경유.
- Smith, Homer D. (1975년 5월 22일). “The Final Forty-Five Days in Vietnam” (PDF). 《vietnam.ttu.edu》. 2011년 7월 20일에 원본 문서 (PDF)에서 보존된 문서. 2007년 1월 16일에 확인함.
- Snepp, Frank (1977). 《Decent Interval: An Insider's Account of Saigon's Indecent End Told by the CIA's Chief Strategy Analyst in Vietnam》. Random House. ISBN 0-394-40743-1.
- Tanner, Stephen (2000). 《Epic Retreats: From 1776 to the Evacuation of Saigon》. Sarpedon. ISBN 1-885119-57-7. (특히 p. 273부터 참조.)
- Todd, Olivier (1990) [1987 (in French)]. 《Cruel April: The Fall of Saigon》. W. W. Norton & Company. ISBN 0-393-02787-2.
- Tucker, Spencer C., 편집. (1998). 《Encyclopedia of the Vietnam War: A Political, Social, and Military History》. Oxford University Press. ISBN 0-874-36983-5.
- Dũng, Văn Tiến (1977). 《Our Great Spring Victory: An Account of the Liberation of South Vietnam》. Monthly Review Press. ISBN 0-85345-409-4.
- Willbanks, James H. (2004). 《Abandoning Vietnam: How America Left and South Vietnam Lost Its War》. University Press of Kansas. ISBN 978-0-7006-1331-1.
- Journal of Vietnamese Studies. 20 (2): Special Issue Commemorating the Fiftieth Anniversary of the Vietnam War. Spring 2025.